# Colinas do Tocantins
Colinas do Tocantins é um município brasileiro do estado do Tocantins. Sua população é de aproximadamente 34.233 habitantes, segundo dados do Censo 2022, sendo o sexto mais populoso do estado.

## Geografia
Estando a uma latitude 08º03'33" sul, e a uma longitude 48º28'30" oeste, e sua altitude é de 227 metros. Localiza-se  na Mesorregião Ocidental do Tocantins e é a cidade sede da 5ª Região Administrativa do Estado.  Possui uma área de 844 km² e é conhecida por temperaturas muito altas, a cidade registrou 44,3 °C no dia 27 de Julho de 2021.

## História
Com a abertura da BR-14, Belém-Brasília (hoje BR-153) houve grande afluência de pessoas, vindas de diversas partes do País para o recém iniciado povoado de Nova Colina, à procura das boas e baratas terras da região e, também, de espaço comercial e empregos. Marcada a data de 21 de abril de 1960 para a inauguração de Brasília, já em janeiro do mesmo ano o Prefeito José Cirilo de Araújo, de Tupiratins, sede do Município do qual Colinas se desmembraria mais tarde, acertou com o líder político Elias Lopes da Silva, o Vereador Manoel Francisco Miranda, Martinho Pereira Rodrigues, os irmãos Osvaldo e Celso Rodrigues de Sousa, Teodoro de Sousa, Cândido Pedro da Silva, Amadeu de Sousa e outros, a fundação, naquele mesmo dia, de uma nova cidade nas planícies elevadas da margem direita do ribeirão Capivara. O objetivo era atrair parcela dos imigrantes, que, fascinados pelo desbravamento iniciado com a abertura da rodovia Belém-Brasília, buscavam os melhores pontos do nosso território para se fixarem. Tudo ocorreu conforme ficara combinado. Já em 2 de abril de 1962, a Lei Municipal nº 26, da mesma data do Município de Tupiratins, então Estado de Goiás, o Povoado de Nova Colinas foi elevado a categoria de Vila/Distrito, com nome de Colinas de Goiás. Por força de Lei nº 4.707, de 23 de outubro de 1963, colinas de Goiás é elevada a município autônomo, com o mesmo topônimo. Com a criação do Estado do Tocantins, a Assembleia Legislativa, por Disposição do Decreto Legislativo nº 01/89 no Artigo 4º, o Município de Colinas de Goiás, recebe a modificação no topônimo para Colinas do Tocantins.

## Cultura
A cultura de Colinas é bastante heterogênea e está ligada principalmente a festas como festejos de Nossa Senhora Aparecida e São Sebastião, Folia de Reis, Catira, Moda de Viola, vaquejada, Festival de Música (sacra e popular). Na culinária, destacam-se pratos como frango com pequi, dobradinha, guariroba, bacaba e cajuzinho do campo. O Departamento Municipal de Cultura e Arte também oferece aulas de dança, música, palestras e cursos com o objetivo de ampliar o campo das oportunidades das políticas culturais e permitir uma produção cultural capaz de gerar renda.

## Turismo
O turismo em Colinas está ligada ao turismo de eventos, como a exposição agropecuária Fenecol (Feira de Negócios de Colinas) e a feira de artesanato Fecoart. Pontos turísticos são o Rio Pombas, o Córrego Tapuio e as praias dos rios Araguaia e Tocantins em municípios próximos.

## Educação
Em Colinas do Tocantins situa-se a instituição Faculdade Integrada de Ensino Superior de Colinas do Tocantins (FIESC, de caráter particular), que oferece os cursos de Bacharelado em Enfermagem , Direito, Psicologia, Ciências Contábeis e Serviço Social, bem como Licenciatura em Geografia, História, Letras e Pedagogia, além do curso tecnólogo em Logística Universidade Norte do Paraná (Unopar, de caráter EAD particular que oferece os cursos de Bacharelado em Educação Física, Engenharia Civil, Administração,
Agronomia, Fisioterapia, Ciências Contábeis,. O Instituto Federal do Tocantins (IFTO) instalou o campus Colinas do Tocantins no dia 11 de  junho de 2014, ofertando cursos técnicos de nível médio de Agropecuária, Informática e superior de Licenciatura em Computação.

## Esporte
Colinas Esporte Clube é um dos clubes do município. O Estádio Antônio Neto, também conhecido por Bigodão, é um estádio de futebol localizado na cidade de Colinas do Tocantins. Pertence ao governo municipal e tem capacidade para 1.200 pessoas.
O município conta também com a Associação Atlética Banco do Brasil (AABB), a qual disponibiliza campo de futebol para jogos amadores de seus associados.